# Eva Bartoňová
Eva Bartoňová (* 17. Oktober 1993 in Jilemnice) ist eine tschechische Fußballspielerin; seit 2010 spielt sie für die A-Nationalmannschaft.

## Karriere

### Vereine
Bartoňová begann im Alter von acht Jahren für den in Studenec u Horek ansässigen Sportovní klub Studenec mit dem Fußballspielen und setzte es im Alter von elf Jahren beim SK Hradec Králové fort, der seinen Namen im Jahr 2005 in FC Hradec Králové änderte.
Im Alter von 16 Jahren gehörte sie Sparta Prag an, für den sie bis zum Saisonende 2016 in der I. liga žen, der höchsten Spielklasse, zum Einsatz kam und mit dem sie viermal (in Folge) die Meisterschaft und auch viermal den nationalen Vereinspokal gewann. Von 2016 bis 2019 – zum Stadtrivalen Slavia Prag gewechselt – kam sie für diesen zu Punktspielen, das erste Mal zum Saisonstart am 13. August beim 9:0-Sieg im Heimspiel gegen Slovan Liberec.
Die Möglichkeit, das erste Mal im Ausland spielen zu können, reizte und nutzte sie, sodass sie für Inter Mailand in der Serie A aktiv wurde. Ihr Debüt in der Serie A gab sie am 11. Januar 2020 (11. Spieltag) im torlosen Heimspiel gegen den AC Florenz. Ihr erstes Tor gelang ihr in ihrem vierten von sechs Saisonspielen am 2. Februar 2020 (14. Spieltag) bei der 1:2-Niederlage im Auswärtsspiel gegen den AC Mailand mit dem Treffer zur 1:0-Führung in der 51. Minute. In der Folgesaison wurde sie in 14 Punktspielen eingesetzt, in denen ihr erneut ein Tor gelang.
Nach Tschechien anschließend zurückgekehrt, spielt sie nunmehr ein zweites Mal für Sparta Prag; im März 2024 unterzeichnete sie einen neuen mehrjährigen Vertrag mit dem Verein.

### Nationalmannschaft
Bartoňová debütierte als Nationalspielerin für den FAČR in der U17-Nationalmannschaft, die am 13. September 2008 in Iwajlo das erste Spiel der EM-Qualifikationsgruppe 4 mit 10:1 über die U17-Nationalmannschaft Lettlands gewann, in dem ihr ihre ersten fünf Länderspieltore gelangen. Sie wurde in den zwei weiteren Qualifikationsspielen der 1. Qualifikationsrunde ebenso berücksichtigt, wie in den drei Spielen der 2. Qualifikationsrunde; Gruppe B. Für die angestrebte Teilnahme an der Europameisterschaft 2010 kam sie in drei Spielen der 1. Qualifikationsrunde in der Gruppe 9 zum Einsatz und erzielte insgesamt acht Tore. Darüber hinaus wurde sie auch in drei Freundschaftsspielen eingesetzt.
Für die U19-Nationalmannschaft bestritt sie vom 27. März 2010 bis zum 5. April 2012 12 EM-Qualifikationsspiele, in denen sie acht Tore erzielte. Auch in dieser Altersklasse reichte es nicht für eine Teilnahme an der in Nyon (Schweiz) noch bis ins Jahr 2013 dort ausgetragenen Finalrunde. Ferner kam sie in dieser Altersklasse auch zu drei in Freundschaft ausgetragenen Länderspielen zum Einsatz.
Am 26. November 2010 debütierte sie in der A-Nationalmannschaft, die das in Győr in Freundschaft ausgetragene Länderspiel mit 4:3 gegen die Nationalmannschaft Ungarns gewann; sie wurde in der 59. Minute für Lucie Voňková ausgewechselt. Das „Rückspiel“ in Lanžhot am 28. November 2011 wurde hingegen mit 1:2 verloren. Sie bestritt elf weitere Freundschaftsspiele, in denen ihr ein Tor gelang (1:2 vs. Südkorea am 23. Februar 2024 in Lissabon). Sie wurde in 29 EM-Qualifikationsspielen (3 Tore), 16 WM-Qualifikationsspielen (1 Tor) und 16 Spielen im Turnier um den Zypern-Cup (2015, 2016, 2018, 2019 (1 Tor), 2020) eingesetzt, wie auch dreimal im Turnier um den Slavic Cup 2013 und zweimal im Turnier um den Balaton-Cup 2013 (1:4 vs. Polen und 3:1 vs. Ungarn am 20. und 22. August jeweils in Balatonfüred) und belegte unter vier teilnehmenden Mannschaften den dritten Platz. Im Wettbewerb der UEFA Women’s Nations League kam sie bei der Premiere 2023 in den letzten beiden Spielen der Gruppe B4 sowie am 21. Februar 2025 (4:0 vs. Kroatien) zum Einsatz.

## Erfolge
Nationalmannschaft
- Vierter Zypern-Cup 2016
- Slavic-Cup Finalist 2013
- Dritter Balaton-Cup 2013

Sparta Prag
- Tschechischer Meister 2010, 2011, 2012, 2013
- Tschechischer Pokalsieger 2011, 2012, 2013, 2015

Slavia Prag
- Tschechischer Meister 2017